# Верица Недеска
Верица Недеска (Охрид, 8. август 1978) македонска је филмска, позоришна и телевизијска глумица и сценариста.
Прву улогу остварила је 2000. године у ТВ филму Sto sonuva kuceto, а најпознатије улоге имала је у филмовима Бал-Кан-Кан (2005) као силована девојка, Караула (2006) као Мирјана и у филму Треће полувреме (2012), где је тумачила улогу Јамиле.

## Биографија
Рођена је 8. августа 1978. године у Охриду. Након завршетка основне и средње школе уписује Факултет драмских уметности у Скопљу, на којем дипломира 2011. године у класи професора Владимира Миличина. Године 2012. уписује ФАМУ, филмску и ТВ школу Академије уметности у Прагу, где магистрира на смеру за сценаристу. Њен супруг је Иво Трајков, филмски редитељ.

## Каријера
Њен глумачки таленат дошао је до изражаја још током студирања на Факултету драмских уметности у Скопљу, где је била једна од најангажованијих младих глумица, у позоришту али и на филму. Током ангажовања у позоришту остварила је велики број сарадњи са најпознатијим македонским позоришним редитељима. Године 2012. добила је стипендију за ФАМУ.
Учествовала је у неколико радионица на филмским фестивалима у Трсту, Загребу и Амстердаму.
Написала је сценарије за кратке филмове For Losers Only (2013) и Breaking the Circles (2012), за који је добила Специјалну награду жирија на филмском фестивалу у Монаку.

## Улоге
| Год.   | Назив                                     | Улога            |
| ------ | ----------------------------------------- | ---------------- |
| 2000.  | Sto sonuva kuceto                         |                  |
| 2001.  | Sudbata kato pluh                         | Георгијева жена  |
| 2003.  | Sedum prikazni za ljubovta i svrsuvanjeto |                  |
| 2003.  | Резервни делови                           | Илинка           |
| 2003.  | Као лош сан                               | Данка            |
| 2004.  | Велика вода                               | Оливера Срезоска |
| 2006.  | Бал-Кан-Кан                               | силована девојка |
| 2006.  | Караула                                   | Мирјана          |
| 2007.  | Oslneni                                   | жена             |
| 2008.  | Dobrá čtvrť                               | Даница, модел    |
| 2008.  | Сестра                                    | Црна             |
| 2009.  | Ocas jesterky                             | Олива            |
| 2010-е |                                           |                  |
| 2010.  | Џој                                       | Неда             |
| 2011.  | Cesty domú                                |                  |
| 2012.  | Breaking the Circles                      | Милена           |
| 2012.  | Треће полувреме                           | Јамила           |
| 2013.  | For Losers Only                           | Ива              |
| 2015.  | Медена ноћ                                | Ана              |

## Награде
- Пуна стипендија за радионицу за сценарио у Грчкој (2014)
- Специјална награда жирија на филмском фестивалу у Монаку за кратки филм Breaking the Circles (2012)
- Специјална награда жирија за сценарио за кратки филм Недовршена приказна на филмском фестивалу у Монаку (2012)
- Награда за најбољу женску улогу на позоришном фестивалу Војдан Чернодрински (2003)
- Награда за најбољу младу глумицу на позоришном фестивалу Војдан Чернодрински (2001)